# Lucille Lund
Pour les articles homonymes, voir Lund.
Lucille Lund, née le 3 juin 1913 à Buckley dans l'État de Washington aux États-Unis et décédée le 15 février 2002 à Torrance près de Los Angeles en Californie, est une actrice américaine.

## Biographie
Lucille Lund naît en 1913 dans la ville de Buckley, dans l'État de Washington aux États-Unis, de parents norvégiens, Oluf Lund et Laura Skjelkvale épouse Lund.
Elle s'initie au théâtre alors qu'elle n'est encore qu'une enfant. Après avoir quitté l'école, elle rejoint une troupe de théâtre, the Henry Duffy Players, avec laquelle elle partira en tournée sur toute la côte Ouest des États-Unis. Elle étudie ensuite l'art dramatique à l'Université Northwestern de Chicago, dans l'Illinois.
En 1933, elle remporte un concours organisé au niveau national par Universal Pictures et intitulé "The Most Beautiful College Coed" (en français "La Plus Belle Étudiante") ; parmi les récompenses, la jeune actrice se voit alors offrir un premier contrat modeste par le studio hollywoodien. C'est dans ce contexte qu'elle tourne en 1933 son premier film, Horse play (de Edward Sedgwick), dans lequel elle tient un rôle mineur. La même année, elle obtient son premier rôle notable dans un autre film de Edward Sedgwick, Saturday's Millions, aux côtés de Robert Young.
En 1934, elle apparaît dans six films parmi lesquels Le Chat Noir de Edgar G. Ulmer, avec Boris Karloff et Bela Lugosi et Range Warfare de S. Roy Luby avec Reb Russell.
Toujours en 1934, elle est choisie pour être l'une des treize WAMPAS Baby Stars, titre décerné depuis 1922 par la Western Association of Motion Picture Advertisers aux actrices considérées comme les futures vedettes hollywoodiennes.
De 1935 à 1939, Lucille Lund tourne dans vingt et un films, qui sont pour l'essentiel des séries B. Dans trois de ses quatre derniers films, elle n'est pas créditée au générique.
En 1937, elle épouse Kenneth Higgins avec lequel elle restera mariée jusqu'au décès de celui-ci en 1973. Ensemble ils ont eu deux filles, Terry et Kim.
Après la fin de sa carrière cinématographique en 1939, elle continue de tourner des publicités jusqu'à la cinquantaine.
En 1997, elle apparaît dans le film documentaire Lugosi: Hollywood's Dracula (réalisé par Gary Don Rhodes) consacré à la vie de l'acteur hongrois Bela Lugosi. En 2000, elle participe à un autre film documentaire, I Used to be in Pictures (réalisé par Peter Turner), consacré cette fois-ci aux débuts du cinéma américain et dans lequel elle apparaît aux côtés d'autres actrices de cette époque comme Beverly Roberts, Muriel Evans et Miriam Seegar.
Elle décède en 2002 à Torrance en Californie de mort naturelle. Elle vivait alors à Palos Verdes Estates.

## Filmographie
- 1933 : Horse play de Edward Sedgwick : Iris Marley[4]
- 1933 : Saturday's Millions de Edward Sedgwick : Myra Blaine
- 1934 : Le Chat Noir de Edgar Georg Ulmer : Karen Werdegast / Poelzig
- 1934 : Range Warfare de S. Roy Luby : Sue Callahan
- 1936 : Don't Get Personal de William Nigh